# 87式偵察警戒車
87式偵察警戒車由日本小松製作所開發、陸上自衛隊所使用的偵察用輪式裝甲車。陸上自衛隊各師團和旅團偵察隊、戰車連隊本部都有配備。

## 概要
陸上自衛隊草創期使用美軍M8裝甲車和M20裝甲車2種輪式甲車，單是都只有少數配備服役期間也短。理由是當時（1950年代）日本道路網貧弱主要國道大部分未舖柏油，作為國內移動輪型車輛機動力不強，且60式裝甲運兵車這種履帶式車輛裝備後預算所剩無幾不能在支撐另一種車型。
之後日本經濟起飛道路網整備提升；輪型車輛不確定要素大半減除，1982年指揮・通信用的82式指揮通信車服役。87式偵察警戒車和82式指揮通信車一樣是輪式戰鬥車，和名字一樣偵察當成主任務的車輛。該車採用後和原本偵察任務用的73式吉普車相比安全性提升很多，偵察任務能力也提升。
※僅有例外是北海道第7師團。該團使用74式戰車當成武力偵察任務用。
生產成本一輛大約是2億5,000萬日圓。
目前已經有95輛以上生產交貨。陸上自衛隊内部隊員間都用偵察戰鬥車英文「Reconnaissance Combat Vehicle」簡稱「RCV」當成暱稱。
本車開發交由開發過自衛隊最初的輪式戰鬥車輛：82式指揮通信車的開發商小松製作所擔任。防衛廳（當時）提出需求後1983年就投入約3億日圓製造了試驗車2輛。1985年技術試驗完成，1986年實戰試驗開始、翌年1987年「87式偵察警戒車」正式服役。

## 特徵
87式偵察警戒車和82式指揮通信車車體下部大半幾乎相同、武裝偵察警戒任務用Oerlikon公司製25mm機砲設置於回轉式砲塔上、還有機砲同軸74式7.62mm機槍裝備。特製6輪輪胎就算中彈後還是能行駛。車體及砲塔採用軋壓均質裝甲全溶接構造、具有核生化防護裝和浮航渡河。
車長、駕駛、砲手、前部偵察員、後部偵察員共5名車員配置。車體前部右側配置駕駛席、左側配置前部偵察員席。車體中央部砲塔後部可以搭乘2名乘員。後部偵察員席所在的車體後部左側備有TV攝影機。另外駕駛和砲手有夜視鏡。

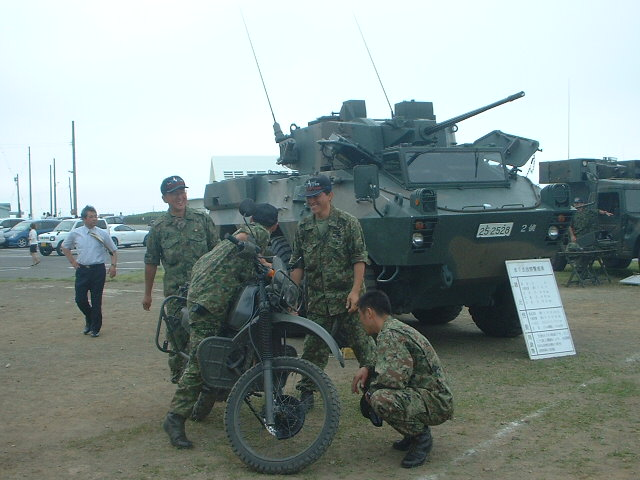
加裝道路用擋風玻璃；名寄基地第2偵察隊

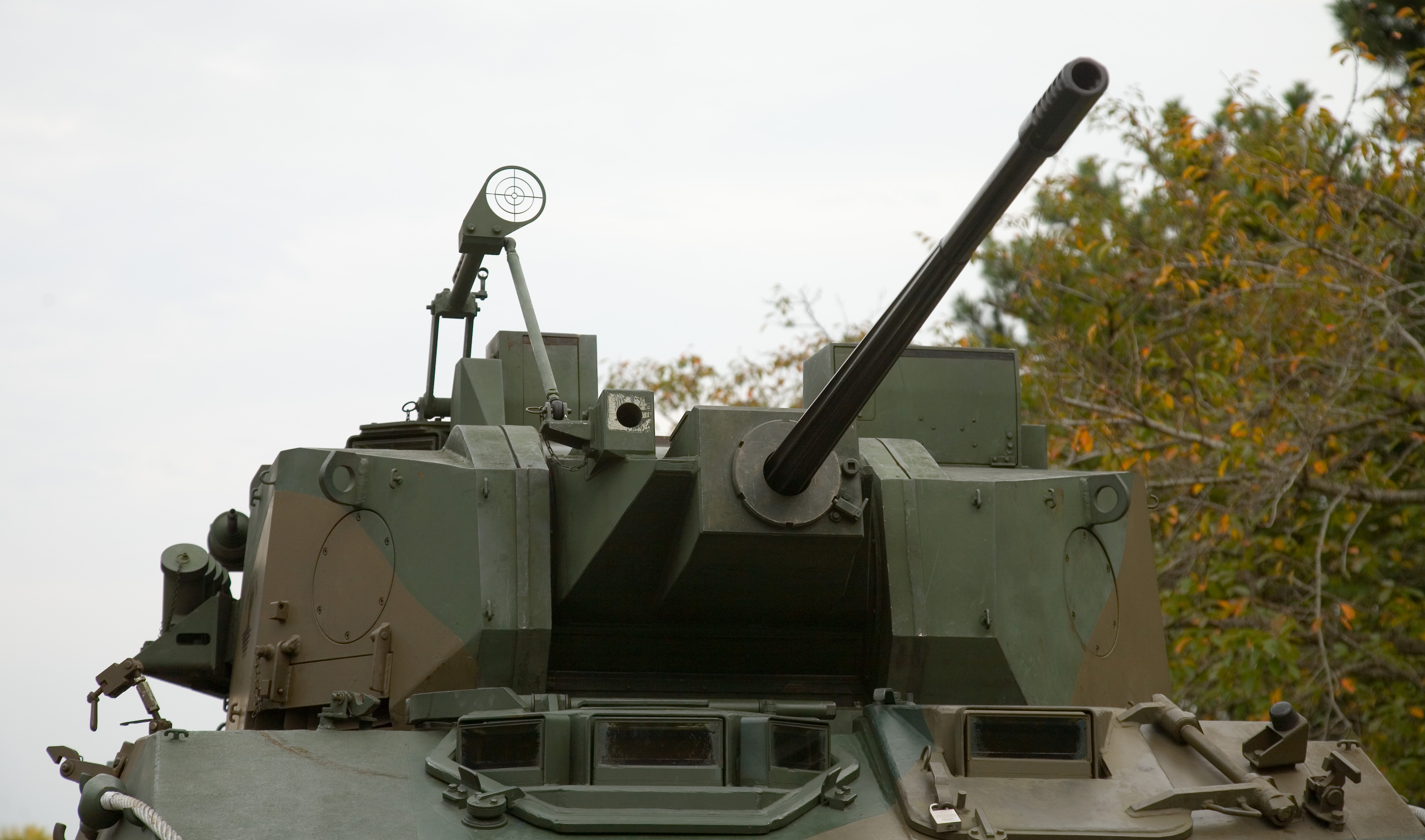
Oerlikon公司製25mm機砲

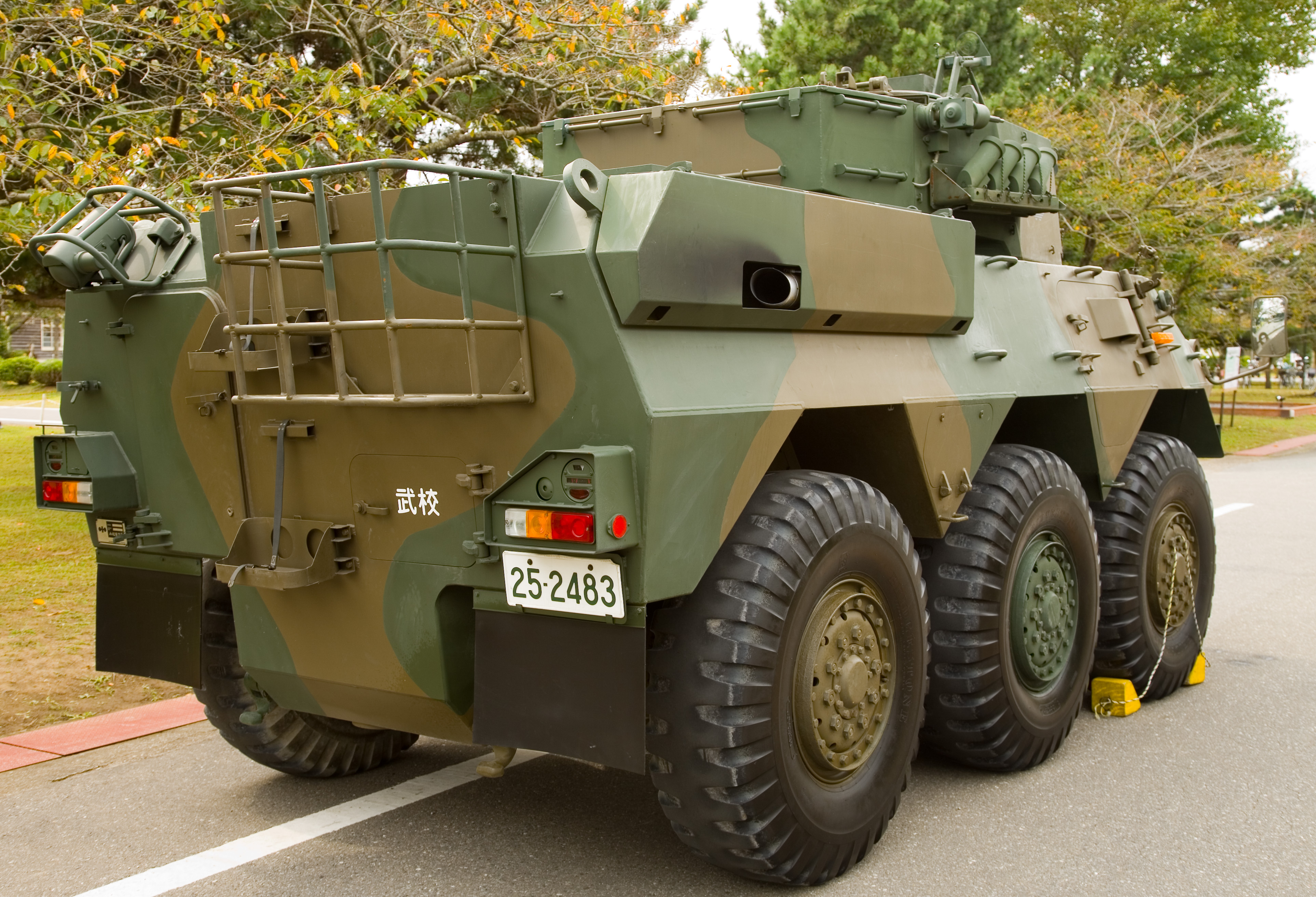
車體右後方視角
和82式指揮通信車極為相似

本車並無反戰車飛彈裝備只有25mm機砲當成武器，也被懷疑威力不足。但是偵察用裝甲車反戰車飛彈裝備情形也並不多，該種裝甲車本來就不是負責對戰車任務。實際上德國山貓裝甲車和西班牙軍VEC裝甲車都只有機砲裝備。因為要求隱密行動此種裝甲車都只有自衛用武器，反戰車飛彈發射時暴露目標等同自殺行為。
另一方面法國的AMX-10RC裝甲車和義大利的半人馬裝甲車、南非軍的野貓裝甲車都搭載105mm砲當成反戰車武力、但是該理論發展的裝甲車和87式偵察警戒車用途又不同了；比較像驅逐戰車著重防禦和埋伏戰而不是偵察。

## 採購數量
| 予算計上年度         | 調達数 | 予算計上年度         | 調達数 | 予算計上年度         | 調達数 |
| -------------------- | ------ | -------------------- | ------ | -------------------- | ------ |
| 昭和62年度（1987年） | 16両   | 平成8年度（1996年）  | 1両    | 平成17年度（2005年） | 1両    |
| 昭和63年度（1988年） | 15両   | 平成9年度（1997年）  | 1両    | 平成18年度（2006年） | 3両    |
| 平成元年度（1989年） | 16両   | 平成10年度（1998年） | 1両    | 平成19年度（2007年） | 1両    |
| 平成2年度（1990年）  | 16両   | 平成11年度（1999年） | 1両    | 平成20年度（2008年） | 2両    |
| 平成3年度（1991年）  | 8両    | 平成12年度（2000年） | 2両    | 平成21年度（2009年） | 1両    |
| 平成4年度（1992年）  | 4両    | 平成13年度（2001年） | 1両    | 平成22年度（2010年） | 3両    |
| 平成5年度（1993年）  | 4両    | 平成14年度（2002年） | 1両    | 平成23年度（2011年） | 1両    |
| 平成6年度（1994年）  | 4両    | 平成15年度（2003年） | 1両    | 平成24年度（2012年） | 1両    |
| 平成7年度（1995年）  | 4両    | 平成16年度（2004年） | 1両    | 平成25年度（2013年） | 1両    |
|                      |        |                      |        | 合計                 | 111輛  |

## 後繼車輛
87式偵察警戒車和89式裝甲戰鬥車後繼都是開發中的近接戰鬥車（原本稱未來輪型戰鬥車輛）該計畫中、砲塔採用國產開發的埋頭彈(Cased Telescoped Ammunition , CTA) 機砲。87式偵察警戒車後繼是近接戰鬥車「偵察型」、89式裝甲戰鬥車後繼是近接戰鬥車「人員輸送型」、偵察型有對地雷達搭載。而現有87式偵察警戒車可能改裝或退役。